# Maytenus senegalensis
Maytenus senegalensis, sinònim (Catha europaea) i en castellà: arto, arto negro o espino cambrón és un arbust espinós dins la família celastraceae. És un endemisme ibero-africà, és una espècie catalogada com vulnerable. Conté catinona i catina.
Es reconeixen dues subespècies de Maytenus senegalensis:
- Maytenus senegalensis subsp. europaea (Espanya (des de Màlaga fins al sud de la província d'Alacant) i nord d'Àfrica)
- Maytenus senegalensis subsp. senegalensis (zones tropicals d'Àfrica i Àsia)

A Espanya aquesta planta figura (amb el nom de Catha europaea) en la llista de plantes de venda regulada

## Descripció
Floreix entre juny i octubre i els fruits maduren entre setembre i octubre.

### M. senegalensis subsp. europaea
Fa com a màxim 2 m d'alt. És un arbust espinós de fulles coriàcies oblongues o el·líptiques. Flors actinomorfes de color blanc o verdós de 4-6 mm de diàmetre. El fruit és una càpsula que té forma el·lipsoidal, d'uns 5 mm.

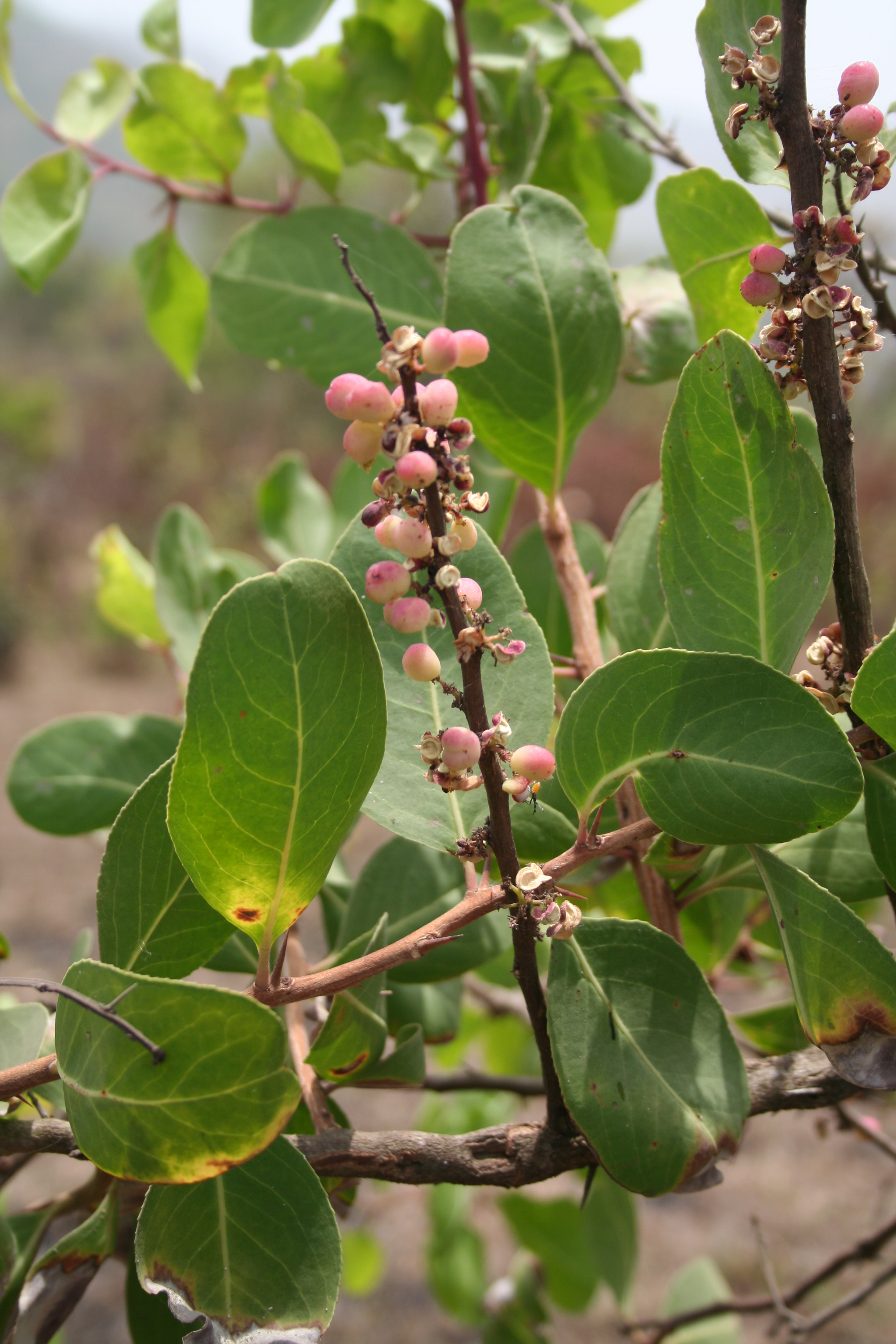
Maytenus senegalensis subsp. senegalensis al Camerun

### M. senegalensis subsp. senegalensis
És menys espinós o fins i tot inerme, les càpsules són triloculars.

## Hàbitat
Creix en zones litorals i càlides, fins a uns 400 m d'altitud, sobre sòls pedregosos o barrancs en zones sense gelades.

## Usos
La seva fusta és dura i de gra fi es fa servir com combustible. La catinona i catina que conté són estimulants del sistema nerviós central i estan relacionades amb l'anfetamina.
D'altra banda es considera com un al·lucinogen.